# الهندوسية في موريشيوس
وصلت الهندوسية إلى موريشيوس عندما جيء بالهنود من شتى الخلفيات الدينية ليعملوا مأجورين بعقود للمستعمرين الفرنسيين وسار على خطاهم البريطانيين في جلب أعداد أكبر للعمل في مزارع موريشيوس وجزر المحيط الهندي المجاورة. وقدِم معظم المهاجرين أساساً من ولايات بهار وأتر برديش وماديا براديش وجهارخاند وراجستان والبنغال وماهاراشترا وتاميل نادو وتيلانغانا وأندرا برديش.
الهندوسية هي دين غالبية سكان موريشيوس ويبلغ عدد معتنقي الهندوسية أكثر من 670,000 شخص، ويمثلوا نسبة 51.9% من المجموع الكلي للسكان البالغ عددهم 1.3 مليون نسمة بحسب التعداد الرسمي لعام 2011. وهذا ما يجعل موريشيوس أكبر دولة أفريقية من حيث النسبة التي يشكلها الهندوس من عدد السكان وثالث أكبر دولة من حيث نسبة الهندوس في العالم بعد نيبال والهند.

## التاريخ
| الأديان في موريشيوس                    | الأديان في موريشيوس | الأديان في موريشيوس | الأديان في موريشيوس | الأديان في موريشيوس |
| -------------------------------------- | ------------------- | ------------------- | ------------------- | ------------------- |
| الدين                                  | الدين               |                     | النسبة              | النسبة              |
| هندوس                                  | هندوس               |                     | 51.9%               | 51.9%               |
| مسيحيون                                | مسيحيون             |                     | 31.4%               | 31.4%               |
| مسلمون                                 | مسلمون              |                     | 15.3%               | 15.3%               |
| آخر†                                   | آخر†                |                     | 1.5%                | 1.5%                |
| توزع السكان بحسب الدين، †تشمل البوذيون |                     |                     |                     |                     |

حظرت القوى الاستعمارية الأوروبية الاتّجار بالعبيد خلال النصف الأول من القرن التاسع عشر، وقامت الإمبراطورية البريطانية بحظر هذه الممارسات في العقود الأولى من القرن. ولكن ظلّ الطلب على العمالة الرخيصة ذات الشدة العالية في المزارع الاستعمارية المتخصصة بمحاصيل قصب السكر والقطن والتبغ وغيرها من المنتجات الزراعية المدرة للأموال في تزايد مستمر. واستعاضت الإمبراطورية البريطانية عن العبيد الأفارقة بالعمالة المأجورة القادمة من الهند.
كان المأجورون الذين أُحضروا من الهند من معتنقي الهندوسية بالإضافة إلى وجود بعض المسيحيين والمسلمين في عدادهم. وخضعوا جميعاً لعقود عمالة مأجورة طويلة الأمد ربطتهم بالأشغال القسرية لفترات محددة ثابتة في ما يشبه العبودية. غادرت أولى السفن التي حملت على متنها هؤلاء العمال المأجورين من الهند عام 1836. لا ينمو قصب السكر في المناطق الباردة البعيدة عن خط الاستواء مثل تلك الموجودة في أوروبا، حيث يعد قصب السكر من المحاصيل الزراعية التي تنمو بالأصل في المناطق الاستوائية، فقد كان يُزرع في الحقول الاستوائية الواسعة التابعة للمستعمرين بهدف سد الطلب الأوروبي والأمريكي المتزايد. ونتيجة لهذه السياسة فقد تم جلب هؤلاء العمال الهندوس وغيرهم من المهاجرين من الهند إلى موريشيوس وغيرها من البلدان والتبعيات الجزرية مثل فيجي وجامايكا وترينيداد ومارتينيك وسورينام وغيرها.
واجه الهندوس وغيرهم من الهنود الذين قبِلوا عقود العمالة المأجورة هذه ممن أُحضِروا إلى موريشيوس الكثير من الظروف الصعبة في الهند من فقر وانتشار الأوبئة ووقوع المجاعات خلال فترة الحكم الاستعماري. ولقي ملايين الهنود مصرعهم جراء المجاعات الجماعية خلال القرن التاسع عشر في الراج البريطاني. وأدت هذه الظروف الشديدة إلى تقطيع أوصال العائلات والقرى ودفعت بالكثيرين إلى الهجرة. وبلغ عدد العمال الهنود في موريشيوس حوالي 25,000 شخص بحلول عام 1839، وعمل جميعهم في الحقول تحت أوضاع صعبة للغاية، وكانوا بغالبيتهم العظمى من الذكور بموجب ما نصت عليه قوانين العمل الاستعمارية التي منعت النساء والأطفال من مرافقة الذكور. ودفع انقطاع كبير في العمالة الرخيصة عن المستعمرات الزراعية البريطانية خلال أربعينيات القرن التاسع عشر إلى عمليات شحن ممنهجة نقلت أعداداً كبيرة من العمال المأجورين إلى موريشيوس من الرجال والنساء ولا سيما من موانئ كلكتا ومومباي وتشيناي. وفقاً لعالم الاجتماع مايكل مان، فإن الهنود بمختلف دياناتهم ممن وصلوا إلى موريشيوس لم يشكلوا سوى نسبة صغيرة من العمال المأجورين الذين جرى شحنهم إلى جميع أراضي القوى الاستعمارية حول العالم خلال الفترة الممتدة من القرن الثامن عشر حتى مطلع القرن العشرين، وبلغ عددهم حوالي 30 مليون شخص (وعاد الكثير منهم بعد خدمتهم لسنوات في الأعمال الزراعية).
أصبحت غالبية سكان موريشيوس من أصول هندية حين نالت البلاد استقلالها عن الإمبراطورية البريطانية. ووفقاً لباتريك آيزنلور فإن نسبة 70% من المجموع الكلي لسكان موريشيوس تعود أصولهم للهند. وتمثل نسبة من يعدون أنفسهم هندوساً حوالي 48% من المجموع الكلي للسكان أو حوالي نسبة 69% من مجموع الموريشيوسون ذوي الأصول الهندية.

## اللغات
اللغات الرئيسية التي يتحدثها الهندوس في موريشيوس بالمنزل وبالتجارة هي الكريولية والبوجبورية والتاميلية والهندية. وطبقاً لما يذكره باتريك آيزنلور فقد سعى الهندوس النشطون سياسياً للحفاظ على اللغة الهندية حيث أطلقوا عليها لقب «اللغة الأم» أو «لغة الأجداد»، وأكدوا على التمييز الذي كان قد مارسه المستعمرين بحقهم. ومع ذلك فلا يستخدم الهندوس سوى الكريولية في حياتهم اليومية وهي لغة هجينة ظهرت نتيجة الاحتكاك ما بين الهنود والأفارقة على الجزيرة.
كما تعرض هيئة الإذاعة الوطنية التابعة للحكومة العديد من المسلسلات والبرامج التلفزيونية باللغة البوجبورية. تنتشر البوجبورية انتشاراً واسعاً في كل من المناطق الجنوبية الريفية وبالقرب من منطقة لا نيكوليير الشمالية الوسطى من على الجزيرة. ويسكن هذه التجمعات السكانية بصورة أساسية هندوس تنحدر أصولهم من مناطق سهل الغانج بولاية بهار وشرقي ولاية أتر برديش، وتعد لغتهم شكلاً معدلاً (أي كوينيه) من اللغة البوجبورية الأصلية.

## الطبقات الاجتماعية
لم يتبع الهندوس الذين استقروا في موريشيوس للنظام الطبقي ولم تكن القيود العابرة لحدود الطبقات الاجتماعية هامة وفقاً لما يشير إليه أودفار هولاب وغيره من الباحثين. ويقول هولاب بأن السبب الكامن باعتقاد معظم الباحثين وراء ذلك هي نتيحة «الظروف الاقتصادية والسياسية في المجتمعات المضيفة حيث لم يكن للعمالة المأجورة المدخلة الظروف المساعدة للحفاظ على الطبقات»، وأيضاً لعدم دخول مبدأ هذه الطبقات في التنظيم الاجتماعي للعمالة الهندية حيث مارس جميعهم نفس الأعمال الموكلة وتشاركوا ظروف المعيشة ذاتها.

## التركيبة السكانية
| السنة | النسبة | الزيادة |
| ----- | ------ | ------- |
| 1871  | 41.97% |         |
| 1881  | 55.99% | +14.02% |
| 1891  | 56.10% | +0.11%  |
| 1901  | 55.62% | -0.48%  |
| 1911  | 54.26% | -1.36%  |
| 1921  | 52.70% | -1.56%  |
| 1931  | 50.37% | -2.33%  |
| 1944  | 47.26% | -3.11%  |
| 1952  | 46.97% | -0.29%  |
| 1962  | 47.55% | +0.58%  |
| 1972  | 49.56% | +2.01%  |
| 1983  | 50.65% | +1.09%  |
| 1990  | 50.63% | -0.02%  |
| 2000  | 49.64% | -0.99%  |
| 2011  | 48.54% | -1.10%  |

أظهر تعداد يعود لعام 2011 أن الهندوس يشكلون نسبة 48.54% من المجموع الكلي لعدد سكان موريشيوس. وعند استثناء جزيرة رودريغز يشكل الهندوس نسبة 50.15% (36.79% في المناطق الحضرية ونسبة 59.72% في المناطق الريفية). وشكل الهندوس في جزيرة رودريغز نسبة 0.84% فقط من سكانها.

## المهرجانات الكبيرة

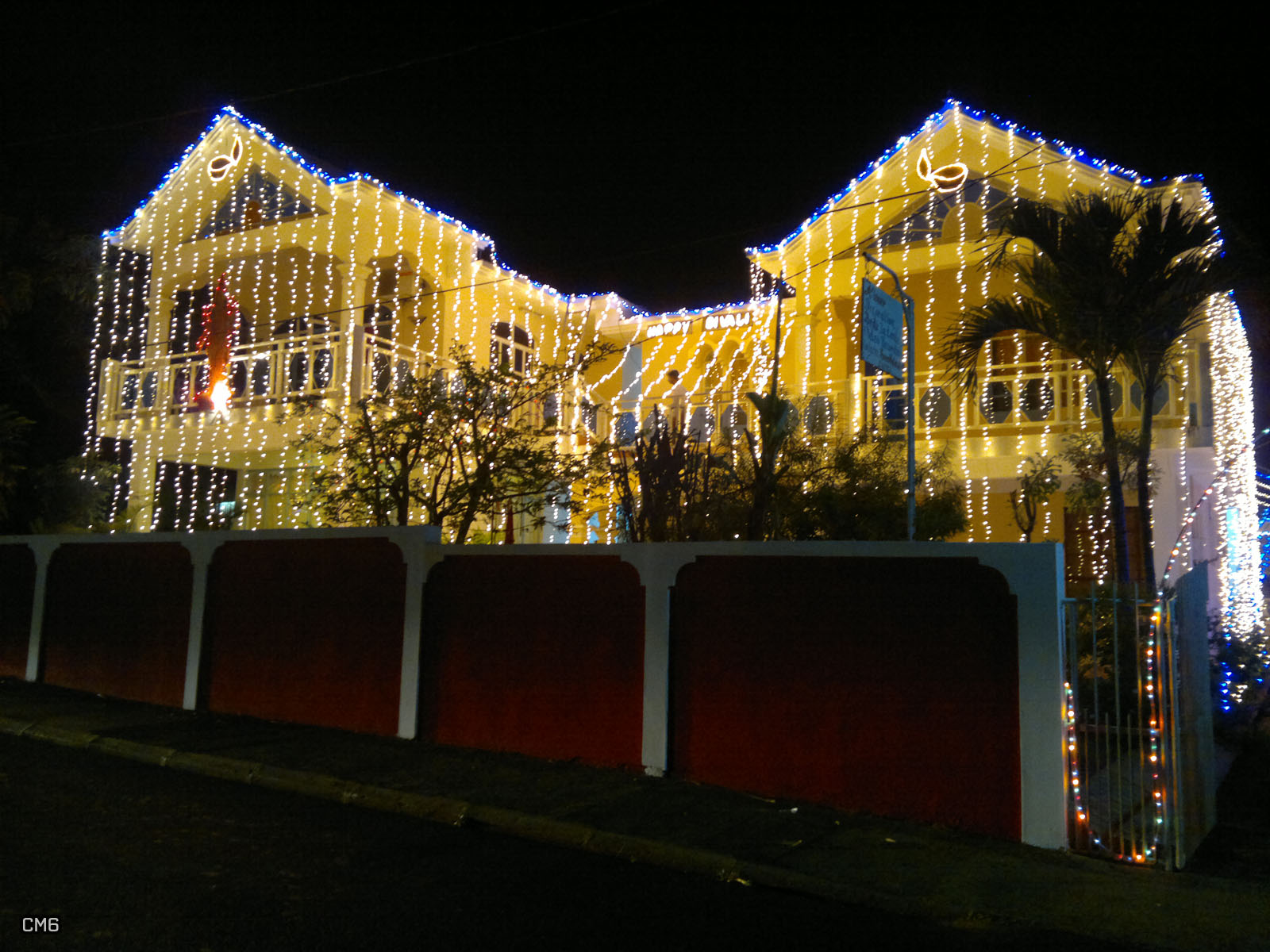
يحتفل الهندوس في موريشيوس بالمهرجانات الكبرى مثل ديوالي كما يظهر بالصورة في جانب من الاحتفالات بالعاصمة بورت لويس.

يعد مهرجان ماها شيفاراتري (وتغني: ليلة شيفا العظيمية) من أكبر المهرجانات الهندوسية على الجزيرة. يُقام هذا الاحتفال الهندوسي في شهري فبراير ومارس من كل عام ويستمر لمدة تتراوح من أربعة لتسعة أيام، وتُؤدى فيه الطقوس التقليدية والصيام وتنتهي بأداء صلوت عبادة شيفا.
ومن المهرجانات الأخرى الهندوسية الهامة في موريشيوس:
- ثایبوسام: مخصص لإظهار الوقار للإله كارتيكيا. ويرصده خصوصاً الهندوس التاميليون.[23]
- مهرجان غانيش تشاتورثي: مهرجان يقع يوم عطلة رسمية، مخصص للمجتمع الناطق بالمراثية، ويُحتفل فيه بميلاد غانيشا.
- ديوالي: ويُعرف باسم «مهرجان الأنوار» أو «ديباوالي» ويعد عطلة رسمية عامة في موريشيوس. وشعبيته تتجاوز حدود الدين والإثنية حيث يحتفل به المسيحيين أيضاً.
- أوغادي/غودي بادوا: السنة الهندوسية الجديدة.
- هولي: مهرجان الألوان.
- ماكار سانكرانتي: مهرجان الحصاد.

## المعابد
تدير الجمعية الدولية لوعي كريشنا عدة معابد في موريشيوس.

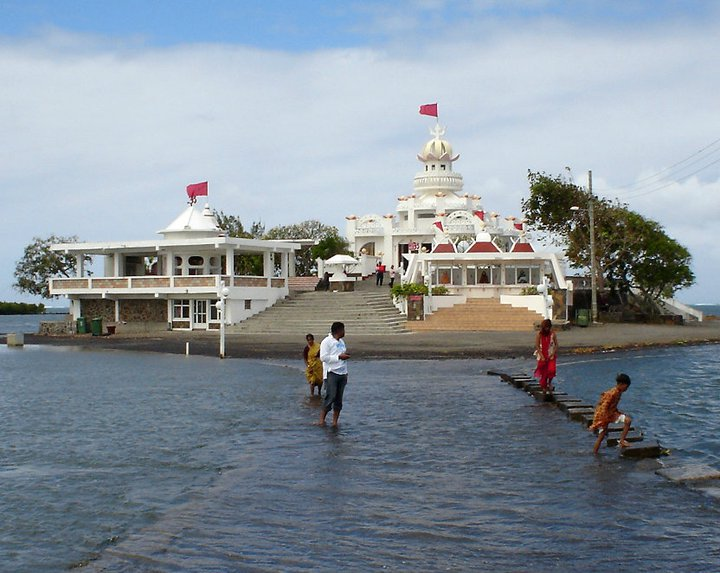
ساغار شيف ماندير موريشيوس
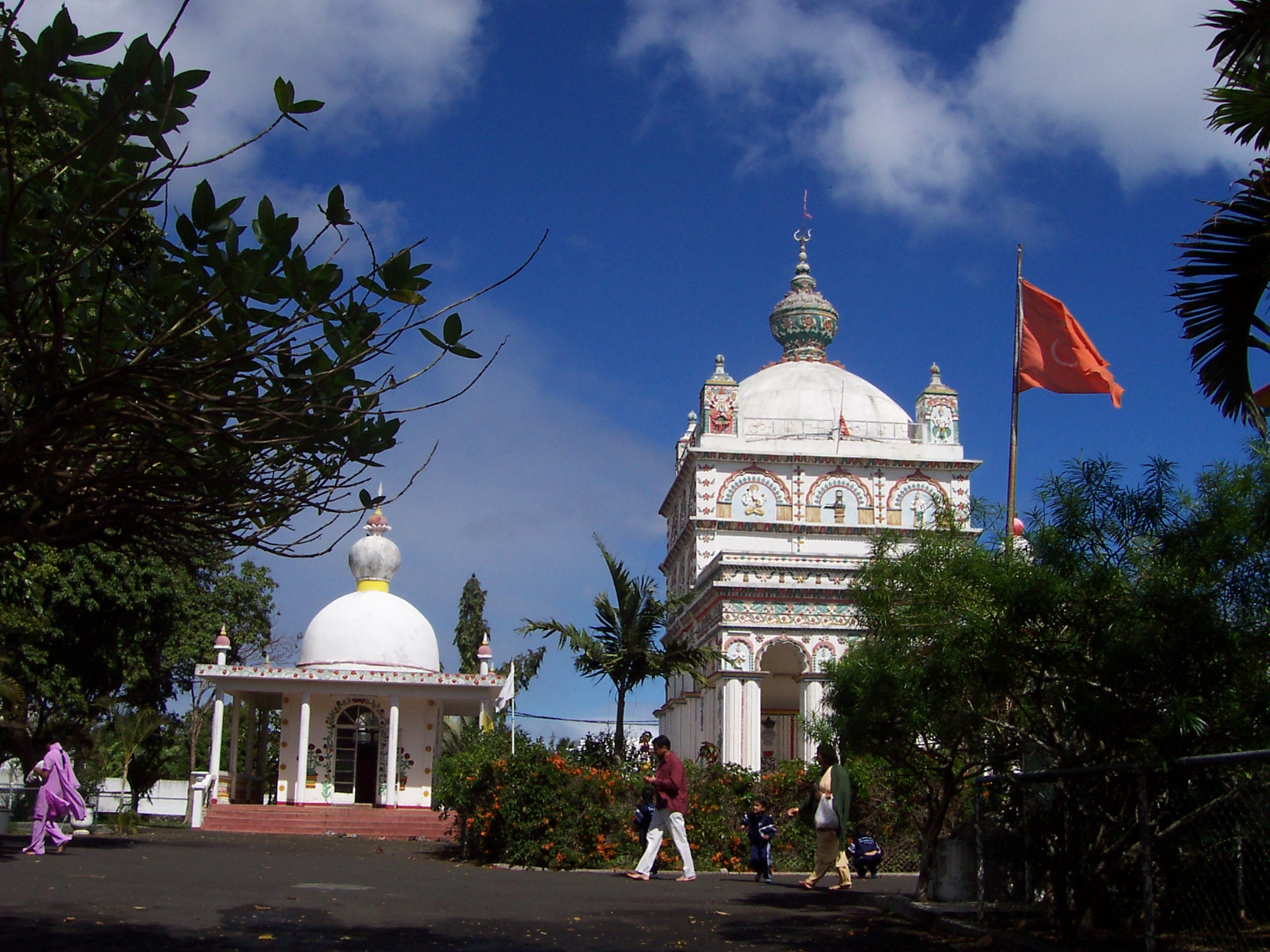
تريوليت ماندير
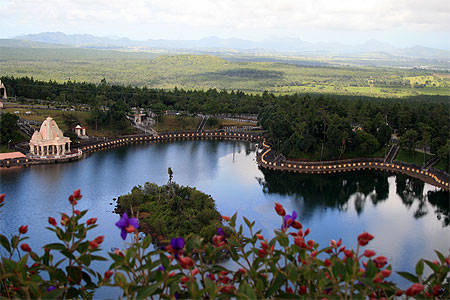
معبد غانغا تالاو